# Wilson Rodrigues Moreira
Wilson Rodrigues Moreira (Uberaba, 21 de junho de 1923 — Londrina, 16 de fevereiro de 2008) foi um engenheiro civil e político brasileiro.
Formou-se em Engenharia civil pela Escola Federal de Engenharia em Itajubá (MG). No Paraná, foi secretário de Obras do então prefeito de Londrina, José Richa.
Foi prefeito de Londrina (1983/1988) e deputado federal (1991/1995).
Assim como José Richa, Franco Montoro e Mário Covas, líderes do PMDB, Wilson Moreira deixou o partido em 1988 para ajudar na fundação do PSDB.
Ficou marcado como autor de importantes obras como o Terminal Urbano de Transporte Coletivo, a avenida Leste-Oeste, o Anfiteatro do Zerão e o Terminal Rodoviário.
Conhecido como "pão-duro", Moreira foi protagonista de diversas histórias divertidas no tempo em que foi prefeito, como a colocação de carneiros nos jardins da prefeitura, para economizar os serviços de roçagem, e os bilhetes deixados aos funcionários para que apagassem as luzes das salas, antes de ir embora.
Moreira voltou a disputar a prefeitura em 1992, já pelo PSDB, mas foi derrotado no segundo turno por Luiz Eduardo Cheida.
Faleceu aos 84 anos, vítima de um acidente vascular cerebral e broncopneumonia.